# 利斯堡鎮區 (北卡羅萊納州卡斯韋爾縣)
利斯堡鎮區（英語：Leasburg Township）是位於美國北卡羅萊納州卡斯韋爾縣的一個鎮區。

## 地方資料
利斯堡鎮區的面積為110.07平方千米，皆為陸地。根據2020年美國人口普查的數據，當地共有人口1563人，而人口密度為每平方千米14.2人。